# De dödas bok

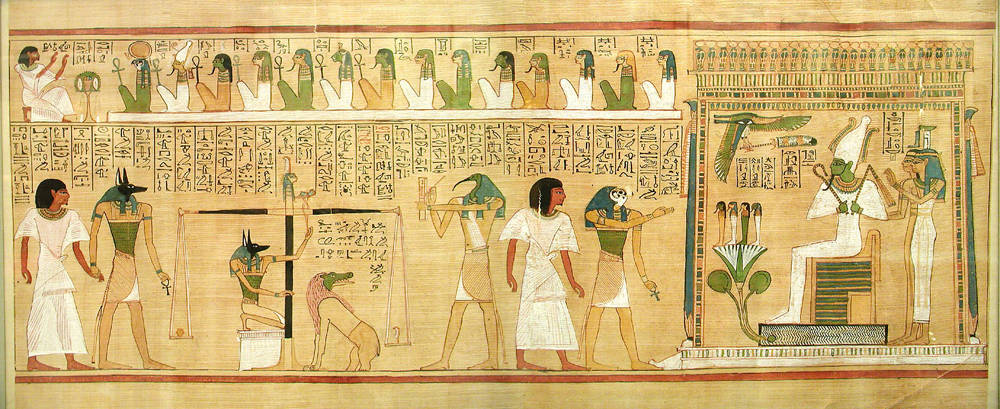
Denna scen från Hunefers bok på papyrus visar Hunefers hjärta, som vägs mot sanningens fjäder. Om hans hjärta är lättare än fjädern får han lov att passera in i livet efter detta.

De dödas bok ("Egyptiska dödsboken") är en egyptisk begravningsbok som användes vid begravningar under farao-tiden i forntidens Egypten. Själva namnet gavs av egyptologen Karl Richard Lepsius, som publicerade den 1842.

## Bakgrund
De dödas bok ska ha använts som en instruktionsbok inför efterlivet. Alla formler var inte använda i alla begravningar, man gjorde ett urval baserat på rikedom och status. Vissa formler var gåvor till gudarna, medan andra skulle se till att man kunde gå, eller att man inte dog i efterlivet.
Boken kan däremot inte återuppliva de döda, som är ganska populärt inom popkulturen, utan används som en guide som ska se till att den avlidne lyckas ta sig till "fridens fält", ett mål för alla egyptier. Delar av dödsboken lades i den dödes kista eller skrevs på svepningen.
Boken ses även som initieringslitteratur, en insikt till döden. För de flesta egyptier var efterlivet ett mysterium, men genom att läsa Dödens Bok kunde man bli en av de få människor som insåg vad döden innebar.
I dödsboken, som ofta nedtecknades på papyrus, kan man läsa om vad som händer efter döden med den avlidne. (Finns översatt på svenska). Den egyptiska dödsboken har för övrigt flera likheter med den tibetanska dödsboken.
Egyptens gudar och gudinnor förekom ofta som djurgestalter. Samma gud/gudinna kunde förekomma i flera olika skepnader. Några ofta förekommande gudanamn är Ptah, Isis, Re, Osiris, Anubis, Thot, Min, Amun, Horus, Sobek, Seth, Hathor, Khnum och Maat, m.fl. (Ra är för övrigt en språklig förvanskning från det ursprungliga namnet Re som även förekom i faraonernas namn till exempel Sahu-re och Nefer-ka-re m fl.).

## Versioner

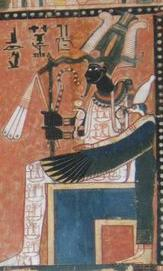
Osiris i De dödas bok.

Den första versionen man känner till kommer från runt 1500-talet f.Kr.. Den innehåller alla tidigare mytologier från det egyptiska samhället, eller Gravtexterna.
Texterna blev oftast anpassade för varje avliden person, det fanns inga kopior på samma text, men det har funnits olika versioner av boken.
En sammanfattning av boken publicerades på svenska av egyptologen Pehr Lugn 1918, och 2016 kom 
en komplett översättning av egyptologen och religionshistorikern Nils Billing.

## Kapitel 125
Kapitel 125 från De dödas bok är ett av de mest kända kapitlen. Det handlar om ödet för den avlidnes själ, som döms inför Osiris och hans 42 domare.
Den dödes själ måste till Osiris läsa en form av förklaring, "den oskyldiges förklaring", som består av förnekande av olika fel, i syfte att försäkra Osiris att den döde har levt ett värdigt liv.
Efter det måste den döde tilltala de 42 domarna med namn och förneka ytterligare 42 synder, en per domare. Om den döde är värdig förs han inför Osiris som leder honom till de frälstas land.
Innehållet i boken har lett ett antal historiker [källa behövs] till att tro att det har varit grunden till Bibeln, främst de "anklagelser" man står inför (så som "jag har inte ljugit", "jag har inte rånat", "jag har inte dödat", osv.).